# SFファンダム
SFファンダムは、サイエンス・フィクションやファンタジーに特に熱心な人々が集まる同人のコミュニティあるいはファンダム。SFファンダムは多くの場合公式な組織の形をとらないが、有名な団体としてフューチャリアンズ (1937 - 1945)、ロサンゼルス・サイエンス・ファンタジー協会 (1934 - )、全国ファンタジーファン同盟 (1941 - ) などがある。
コミュニティ内では単に「ファンダム」と呼ばれ、独自のサブカルチャーと見ることもでき、独自の慣習や隠語もある。ファン同士で結婚したり友人になったりということも珍しくなく、複数世代にまたがってファンだという家族もいる。

## 起源と歴史
SFファンダムの起源の1つとして、ヒューゴー・ガーンズバックのフィクション雑誌での読者からのお便り欄がある。ファンが掲載された小説についてコメントしただけでなく、彼らは手紙に住所も書いていたので、ガーンズバックはそれも雑誌にそのまま載せた。間もなくファン同士が直接手紙をやり取りするようになり、近くに住んでいる場合や旅行で近くまで行くときには直接会ったりするようになった。ガーンズバックの雑誌で編集長を務めていたデイヴィッド・ラッサーは、ニューヨークで小さなSF同好会 Scienceers の創設を助け、同会は1929年12月11日にハーレムのアパートの一室で最初の会合を開いた。ほとんどの参加者は思春期の少年だった。このころ、アメリカ合衆国各地の大都市で小さなSFファンのグループがいくつか結成されようとしており、その多くは Science Correspondence Club（SCC、科学文通クラブ）で同好の士を見つけていった。1930年5月、SCCシカゴ支部で世界初のSF同人誌 The Comet が作られた。編集者は後にアメージング・ストーリーズ誌の編集長となるレイモンド・A・パーマーとウォルター・デニスである。1932年1月、ニューヨークの Scienceers でジュリアス・シュワルツとモート・ワイジンガー（共に後のDCコミックス編集者）らがSF同人誌 The Time Traveller の創刊号を完成させた。これには西海岸でSF同好会を結成していたフォレスト・J・アッカーマンも参加している。
1934年、ガーンズバックはファンのための文通クラブ Science Fiction League (SFL) を創設。これが世界初のファン組織と呼べるもので、申込書に記入するだけで各地のSF同好会が参加できた。LASFS（ロサンゼルス・サイエンス・ファンタジー協会）もSFLの支部としてそのころ結成され、ニューヨークにはいくつかの支部が乱立する事態となって互いに反目しあう状況が発生した。
間もなくファン同士が直接話し合うようになり、同人誌（ファンジン）が各地で制作されるようになった。サイエンス・フィクションを論じたものもそうでないものもあるが、そういったアマチュア出版物は売買されるより交換されることが多かった。商用の雑誌に引けを取らないものもあれば、全くのアマチュアの創作物もある。ファンダムにおける表現方法は最近では印刷物は少なくなり、ネットニュースの rec.arts.sf.fandom などのニュースグループや、ウェブサイトやブログが主流となっている。しかし、有名なファンジンの多くは出版を継続している。SFファンはいち早くパーソナルコンピュータ、電子メール、インターネットなどを利用し始めた。
SF作家にも元々SFファンだったという人が多く、プロとなってからもファンジンを出版したり、他のファンジンに寄稿したりする作家もいる。
1930年代のSFファンダム史としては、サム・モスコウィッツの The Immortal Storm: A History of Science Fiction Fandom（Hyperion Press 1988 ISBN 0-88355-131-4 、原版は The Atlanta Science Fiction Organization Press, Atlanta, Georgia 1954）が広く評価されている（ただし、間違いが全くないわけではない）。モスコウィッツ自身も書かれている事件などに当事者として関わっており、主観が混じっている点が批判されることもある。

### 日本のファンダム
日本では1957年、柴野拓美の主宰する「科学創作クラブ」が日本初のSF同人誌「宇宙塵」を創刊。矢野徹も当初から参加していた。1958年にはSFファンダムの有名人となる野田昌宏も参加。この同好会からは多くのプロのSF作家を輩出している。日本SFの黄金時代を支えたSF専門雑誌S-Fマガジンは1959年の創刊であり、このころの日本のSFファンダムはアメリカでの黎明期とは異なり、大人がほとんどだった。
1962年の第1回日本SF大会は宇宙塵創刊5周年及び「SFマガジン同好会」発足を記念として開催された。1965年、日本SFファングループ連合会議が結成され、野田昌宏が初代議長に就任した。SFマガジン同好会（一の日会）のメンバーには横田順彌、鏡明、川又千秋、森下一仁、亀和田武、今岡清、野口幸夫、黒丸尚らがいた。
1960年代後半（昭和40年代）になると若いSFファンが増え、「青少年ファンダム」と呼ばれる新たな勢力となる。このころから活動している有名なSFファンとしては、安田均、難波弘之、巽孝之、永瀬唯、新戸雅章、志賀隆生、永田弘太郎、高橋良平などがいる。
1970年代後半（昭和50年代）には、『宇宙戦艦ヤマト』(1974)、『スター・ウォーズ』(1978)、『機動戦士ガンダム』(1979) などの影響で新たなSFファンが急増した。この世代の有名なSFファンとしては、小川隆、水鏡子、大野万紀、菊池誠、大森望、山岸真、牧眞司、岡田斗司夫、武田康廣、中村融、山形浩生、柳下毅一郎、小谷真理などがいる。
関西海外SF研究会 (KSFA) が1977年に「海外SFセミナー」を開催し、1980年には東京理科大学SF研究会の牧眞司らがSFセミナーを開催、その後毎年行われるようになった。京都大学SF研究会は1982年、大森望らにより第1回京都SFフェスティバルを開催、こちらも毎年行われている。また、SF作家石原藤夫がハードSF研究所を設立したのも1982年である。1980年代前半には、渋谷の喫茶店「ウエスト」で行われていた、SFファンの会合「金曜会」があった。

## SF大会
1930年代後半から、SFファンやプロの作家が集まって議論する場としてSF大会が開催されるようになった。第1回世界SF大会、通称ワールドコンは1939年のニューヨーク万博に合わせて開催され、第二次世界大戦後は毎年開催されるようになった。ワールドコンはSFファンダム最大のイベントであり、ヒューゴー賞の授賞式が開催される。参加者は概ね8,000人以上である。
SF作家コリイ・ドクトロウはSFファンダムを「おそらく全ての文学ジャンルの中で最も社会的」だとし、「サイエンス・フィクションは組織化されたファンダム、地球のどこかで毎週のようにSF大会を開催しているボランティアによって動かされている」と述べている。
SF大会は、百人程度の少人数で行うものから、様々なイベントを組んで大々的に行うものまで様々で、後者の例としてはワールドコン以外に WisCon がある。
営利目的でSF関連のショーを「SF大会」と称して開催することもある。一般に小説は無視され、映画、テレビドラマ、コミック、ゲームなどの受動的視聴者などを観客として想定し、開催される。例えば、2000年からアトランタで毎年開催されている Dragon*Con は2万人以上の参加者が集まる。

## SFファンの団体・組織
アメリカでは、多くのSFファン団体が Science Fiction League (SFL) の支部として発足した。SFLが歴史の中に消えていったときも、支部のいくつかは存続し、独立した団体として運営されていった。SFLの支部から発展した団体として最も有名なのがフィラデルフィアSF協会で、後に各地でSFファン団体を組織する際の手本となった。
SFファン団体はSF大会を開催することを目的とすることが多いが、地域の文化機関としての存在を保持することもある。中には施設を購入し、そこに研究用にSF書籍を集めている団体もあり、ロサンゼルス・サイエンス・ファンタジー協会、ニューイングランドSF協会、ボルチモアSF協会などが挙げられる。多くのSFファン団体はそれほど公式なものではなく、会合も街中や会員の自宅で開催している。

## 分化
コミュニティとして目新しいものを探し出しては議論する熱心さがあるため、SFファンダムは様々な特別な興味を持つグループを育てることになった。その一部はSF小説とは無関係な独立したコミュニティを確立していった。例えば、コミックのファンダム、映画やテレビのファンダム、テレビゲームのファンダム、ファーリー・ファンダム、Society for Creative Anachronism などがあり、SFファンダムが中心だという意味をこめて総称して「フリンジ・ファンダム (fringe fandoms)」などと呼ばれることもある。ファンダムはまた、新たな考え方やライフスタイルに関わる他のグループとも関心を共有し、歓迎している。例えば、LGBTコミュニティ、リバタリアニズム、ネオペイガニズム、L5協会のような宇宙開発活動グループなどである。SFファンダム内に完全に含まれるグループもあるが、filkers、コスチューム、（SMOFなどとも呼ばれる）SF大会請負い屋など独自のサブカルチャーを持つグループもある。
SFファンダムには特定の作家やサブジャンルのファンからなるサブセットが含まれ、トールキンのファンダム、スタートレックのファンダム（トレッキー）などがある。中にはもっと短いドラマシリーズのファンもおり、例えばジョス・ウィードンの『ファイヤーフライ 宇宙大戦争』と『セレニティー』のファンは Browncoats と呼ばれている。
SFファンダムの人々は、ロールプレイングゲーム、漫画、アニメなど他の関心事も似ていることが多く、それらも含めて広義のSFファンダムとすることもある。
SFファンダムは世界中にある。英語圏以外のファンダムは、その地域の文学やメディアに基づいており、SF大会や他の要素は英語圏のファンダムと似ているが、地域独特の特徴もある。例えば、フィンランドのSF大会 Finncon は政府が資金援助しているし、日本ではアニメや漫画の影響が強い。

## フィクションにおけるSFファンダム描写
SFファンがプロの作家になると、ファンダム内の友人の名前を物語に滑り込ませることがある。ウィルスン・タッカーは友人の名を作品に多数使ったことで知られ、そのような行為をタッカリゼーション(tuckerization)と呼ぶようになった。
ロバート・ブロックの1956年の短編「人間の道」では、SFファンダムだけが核戦争のホロコーストを生き残り、文明復興の基礎となる。K・M・オドネル（バリイ・N・マルツバーグのペンネーム）の Gather in the Hall of the Planets (1971) は、ニューヨークのSF大会を舞台とし、多くのSFファンや作家のパロディを繰り広げている。ラリー・ニーヴンとジェリー・パーネルとマイクル・フリンの『天使墜落』はSFファンダムへの賛辞となっている。氷河期が訪れ科学やSFが軽視されている時代、半ば非合法なワールドコンがミネアポリスで開催される。ロサンゼルス近辺の実在のファンが多数登場している。シャーリン・マクラムの『暗黒太陽の浮気娘』(1987) は、SF大会で殺人事件が発生するという設定であり、ファンの気質が誇張されユーモアたっぷりに描かれている。
A・E・ヴァン・ヴォークトの長編『スラン』(1940) は普通の人類から迫害される超人的能力を持つミュータントの話である。ファンダムとは無関係な物語だが、多くのSFファンは主人公に感情移入し、ミュータントたちとSFファンを同一視した。そのため、「ファンはスランだ!」というスローガンが生まれ、SFファンの住む建物を "slan shack"（スラン小屋）と呼ぶようになった。

## SFファンダム史上の重要人物
| - フォレスト・J・アッカーマン - アイザック・アシモフ - ジェイムズ・ブリッシュ - テリー・カー - デーモン・ナイト | - C・M・コーンブルース - デイヴィッド・カイル - ジュディス・メリル - フレデリック・ポール - E・ホフマン・プライス | - トム・リーミイ - ウィルスン・タッカー - テッド・ホワイト - ドナルド・A・ウォルハイム |